# Wadouba
Wadouba est une commune rurale du Mali, chef-lieu de cercle dans la région de Bandiagara. Elle a pour chef-lieu la localité de Kani.

## Histoire
En 2023, la commune est soustraite du cercle de Bandiagara et érigée en chef-lieu de cercle. La commune qui compte 48 localités lors du recensement de 2009 et démembrée en 4 communes en 2023, pour former les nouvelles communes rurales de Ouroli (8 localités), Menthely (12 localités) et Sal (5 localités), la commune de Wadouba conserve 24 localités.

## Population
En 2009, lors du 4e recensement, la commune comptait 27 859 habitants.

## Villages
La commune s'étend sur 48 localités relevées lors du recensement général de 2009. 
Les villages les plus peuplés sont :
- Mene Mene (2 076 habitants)
- Kani Gougouna (1 625 habitants)
- Tenne (1 396 habitants), dans la commune de Ouroli depuis 2023.